# Eudaimonismus
Eudaimonismus (řecká předpona eu- znamená dobro) je filosoficko-etický koncept, který hlásá, že štěstí je nejvyšší hodnotou a účelem lidstva. Etymologicky je odvozený od řeckého slova eudaimonia (ευδαιμονία), které by se dalo definovat jako stav, kdy člověku jeho vnitřní hlas přitakává, kdy má hřejivý, blahý pocit, že jedná v souladu se svým svědomím. V přeneseném slova smyslu pak eudaimonia znamená jakékoli vnitřní blaho, duševní slast, na rozdíl od hédoné – tělesných rozkoší. Eudaimonismus je názor, postoj, životní strategie, který sleduje jako cíl dosáhnout vnitřního blaha. Může jít o zjemnělý hédonismus, ale může také jít o takové ušlechtilé jednání, které bude mít za následek hřejivý pocit čistého svědomí. Štěstí v souvislosti s eudaimonií není chápáno jako příznivá náhoda, ale pocit vnitřního vyrovnání, duševního klidu, blaha, ataraxie.
Eudaimonismus zastávali  např. Démokritos, Sókratés, Aristotelés ve starém Řecku, ale také představitelé francouzského materialismu 18. století.
Eudaimonismus se vyskytuje v helénismu a buddhistickém popisu motivu a účelu živých bytostí. Nemá mnoho společného s moralitou, protože je v rovině subjektivní materiální, hypotetické a heteronomní motivace. Naopak, v některých případech může být prioritizace vyhledávání a dosahování eudaimonie interpretováno jako apatické až sobecké.